# Феноморфан

Phenomorphan

Феноморфан (Phenomorphan) — опиоидный анальгетик с химической формулой C24H29NO . В настоящее время не используется в США; имеет побочные эффекты подобные другим опиатам, включая зуд, тошноту и дыхательное затруднение.
Феноморфан является сильнодействующим лекарственным средством, благодаря N-phenethyl группе, что повышает сродство к μ-опиоидным рецепторам, и поэтому феноморфан примерно в 10 раз мощнее чем леворфанол, который в свою очередь в 6-8 раз мощнее морфина.
Другие аналоги, где группа Н-(2-phenylethyl) заменена другими ароматичными кольцами, ещё более мощны; N-(2-(2-furyl)этил) и N-(2-(2-thienyl)этил) в 60 и 45 раз сильнее леворфанола.
В России феноморфан включен в список наркотических веществ, полностью запрещённых к обороту (список I).